# Эллерн (Германия)
Эллерн (нем. Ellern) — община в Германии, в земле Рейнланд-Пфальц.
Входит в состав района Рейн-Хунсрюк. Подчиняется управлению Райнбёллен. Население составляет 844 человека (на 31 декабря 2010 года). Занимает площадь 9,36 км².